# Abo (historische plaats)
Abo is een 17e-eeuwse pueblo-ruïne in Torrance County, New Mexico.
Het is een National Historic Landmark sinds 1966.